# Савин (Болгария)
Савин (болг. Савин) — село в Болгарии. Находится в Разградской области, входит в общину Кубрат. Население составляет 570 человек (на 15 июня 2014 года).

## Политическая ситуация
В местном кметстве Савин, в состав которого входит Савин, должность кмета (старосты) исполняет Шефкы Даудов Мехмедов (Движение за права и свободы (ДПС)) по результатам выборов правления кметства.

## Население
По данным переписи населения 2011 года в селе проживал 402 жителя (из них турки — 146; болгары — 122).
| 1934 | 1946 | 1956 | 1965 | 1975 | 1985 | 1992 | 2001 | 2011 | 2012 | 2013 |
| ---- | ---- | ---- | ---- | ---- | ---- | ---- | ---- | ---- | ---- | ---- |
| 793  | 787  | 894  | 886  | 836  | 740  | 678  | 635  | 402  | 392  | 388  |